# Wormwood Demo
The Wormwood Demo to pierwsze demo brytyjskiego zespołu Radiohead. Zostało wydane w 1988 roku na kasecie audio. Nazwa dema pochodzi od studia, gdzie zostało ono nagrane.
Na kasecie występuje z zespołem trio saksofonowe - instrument ten był obecny w niektórych najwcześniejszych występach grupy. Nie pojawił się już jednak na kolejnym demie zespołu.

## Lista utworów
| Nr | Tytuł                     |
| -- | ------------------------- |
| 1. | "Happy Song"              |
| 2. | "To Be A Brilliant Light" |
| 3. | "Sinking Ship"            |